# گرژوو
گرژوو (به لهستانی:  Gryżewo) یک روستا در لهستان است که در گمینا بانگه مازورسکیه واقع شده‌است. گرژوو ۸۰ نفر جمعیت دارد.